# Pteroeides
Pteroeides Herklots, 1858 è un genere di ottocoralli della famigliaPennatulidae.

## Tassonomia
Comprende le seguenti specie:
- Pteroeides acutum Tixier-Durivault, 1966
- Pteroeides bestae d'Hondt, 1984
- Pteroeides bollonsi Benham, 1906
- Pteroeides breviradiatum Kölliker, 1869
- Pteroeides caledonicum Kölliker, 1869
- Pteroeides carnosum Tixier-Durivault, 1972
- Pteroeides crosnieri Tixier-Durivault, 1966
- Pteroeides densum Tixier-Durivault, 1966
- Pteroeides dofleini Balss, 1910
- Pteroeides duebeni Kölliker, 1869
- Pteroeides durum Kölliker, 1872
- Pteroeides esperi Herklots, 1858
- Pteroeides flexuosum Tixier-Durivault, 1966
- Pteroeides griseum (Bohadsch, 1761)
- Pteroeides humesi Tixier-Durivault, 1966
- Pteroeides isosceles J.S. Thomson, 1915
- Pteroeides jungerseni Broch, 1910
- Pteroeides laboutei d'Hondt, 1984
- Pteroeides latissimum Kölliker, 1869
- Pteroeides lusitanicum Broch, 1910
- Pteroeides malayense Hickson, 1916
- Pteroeides morbusus Tixier-Durivault, 1961
- Pteroeides oblongum Gray, 1860
- Pteroeides sagamiense Moroff, 1902
- Pteroeides sparmanni Kölliker, 1869
- Pteroeides spicatum Tixier-Durivault, 1972
- Pteroeides timorense Hickson, 1916
- Pteroeides triangulum Tixier-Durivault, 1972